# Winchester (Indiana)
Winchester è una città degli Stati Uniti d'America, situata nello Stato dell'Indiana e in particolare nella contea di Randolph, della quale è il capoluogo.